# Азиз-бий
Азиз-бий (Азизкул, Мирза Азиз) (узб. Aziz года, Бухарский эмират — 1860, Бухарский эмират) — государственный и военный деятель, дипломат, главный закятчи — министр финансов, кушбеги — премьер министр (1837—1860) Бухарского эмирата.
Азиз-бий происходил из узбекского рода Мангыт и носил военный чин начальника войскового подразделения — туксабы.

## Политическая деятельность
Азиз-бий при эмире Насруллы официально занимал должность главного закятчи — министра финансов. Кроме этого, ему были поручены все торговые и дипломатические дела эмирата.
При отлучках эмира из столицы, исполнял обязанности кушбеги — премьер министра и фактически управлял всеми делами эмирата.

## Интересные факты
В 1858 году Н. П. Игнатьев, будучи начальником над военно-дипломатической миссией в Хиву и Бухару, тесно сотрудничал с Азиз-бием.
Во время визита членов военно-дипломатической миссии в Бухару, они были встречены родственниками Азиз-бия в Каракуле.
Впоследствии Н. П. Игнатьев успешно заключил торговый трактат с эмиром Насруллой и освободил всех русских подданных, содержавшихся в неволе у эмира.

## Семья
Сын Азиз-бия, Равшанкул-бек служил Сеид Абдумалику. Во время поднятия мятежа Сеид Абдумаликом против своего отца — Эмира Бухары, Равшанкул-бек перешёл на сторону Музаффара и был удостоен чина мирахура.

## Смерть
Азиз-бий был убит при эмире Музаффаре.